# Sébastien Lacroix
Sébastien Lacroix (Bois-d'Amont, 20 de abril de 1983) es un deportista francés que compitió en esquí en la modalidad de combinada nórdica.
Ganó tres medallas en el Campeonato Mundial de Esquí Nórdico, en los años 2013 y 2015.

## Palmarés internacional
| Campeonato Mundial | Campeonato Mundial     | Campeonato Mundial | Campeonato Mundial         |
| Año                | Lugar                  | Medalla            | Prueba                     |
| ------------------ | ---------------------- | ------------------ | -------------------------- |
| 2013               | Val di Fiemme (Italia) | Medalla de oro     | TG + 2 × 7,5 km por equipo |
| 2013               | Val di Fiemme (Italia) | Medalla de plata   | TN + 4 × 5 km por equipo   |
| 2015               | Falun (Suecia)         | Medalla de bronce  | TN + 4 × 5 km por equipo   |